# Thomasia tenuivestita
Thomasia tenuivestita är en malvaväxtart som beskrevs av Ferdinand von Mueller. Thomasia tenuivestita ingår i släktet Thomasia och familjen malvaväxter. Inga underarter finns listade i Catalogue of Life.